# Synagoga w Dąbiu
Synagoga w Dąbiu – synagoga znajdująca się w Dąbiu przy ulicy Marii Konopnickiej 4. Budynek został wpisany do Rejestru Zabytków pod nr 1555 w 1974 roku.
Synagoga została zbudowana w 1885 roku. Podczas II wojny światowej Niemcy ograbili i zdewastowali synagogę. Po wojnie budynek synagogi był opuszczony i niszczał do 1961 roku, kiedy przebudowano go na dom mieszkalny.